# Fritz London
Fritz Wolfgang London, nemško-ameriški fizik, * 7. marec 1900, Breslau, Nemčija (sedaj Wroclaw, Poljska), † 30. marec 1954, Durham, Severna Karolina, Združene države Amerike.
Kariero je začel na Humboldtovi univerzi v Berlinu, a je zaradi svojega judovskega rodu izgubil položaj, ko je nacistična oblast leta 1933 sprejela rasne zakone. Krajši čas je potem deloval v Združenem kraljestvu in Franciji, leta 1939 pa je emigriral v ZDA, kjer je kasneje postal profesor na Univerzi Duke v Severni Karolini.
Po njem se imenuje Londonova sila ali Londonova disperzijska sila, šibka privlačna molekularna sila med induciranimi električnimi dipoli v nepolarnih molekulah.